# John Ross (évêque de Carlisle)
Pour les articles homonymes, voir John Ross et Ross.
John Ross (ou Ros, voire Rosse), né à une date inconnue au XIIIe siècle et mort le 4 mai 1332, est un ecclésiastique anglais, devenu évêque de Carlisle.

## Biographie

### Origines et premières fonctions
John Ross naît à une date incertaine, à Ross, dans le Herefordshire. Il est issu d'une famille assez modeste : ses parents Roger et Sybil le Mercer sont marchands de tissus. Destiné à une carrière ecclésiastique, John étudie à l'Université d'Oxford, où il obtient une maîtrise. Il devient ensuite sous-diacre de la cathédrale de Hereford avant 1289. En 1289, l'évêque de Hereford Richard Swinefield le nomme clerc auprès de la curie papale à Rome. Ross obtient un diplôme de docteur en droit romain avant 1300, date à laquelle il intègre la suite de l'archevêque de Canterbury Robert Winchelsey. De 1300 à 1304, il sert à Rome au titre de clerc de l'archevêque. Il se trouve encore à la cour papale en 1306, lorsque Richard Swinefield lui demande d'œuvrer auprès du pape Clément V pour obtenir la canonisation de Thomas de Cantiloupe.
À cette même époque, John Ross figure parmi les disciples qui suivent les enseignements du théologien et cardinal dominicain anglais Thomas Jorz. Jorz exige d'ailleurs que Ross reçoive un poste de chanoine à la cathédrale de Hereford. Vraisemblablement jusqu'à la mort de Jorz en décembre 1310, Ross reste à son service. En 1308, il est désigné par l'archevêque Winchelsey comme fonctionnaire de l'archevêché de Canterbury, et en 1315, il est nommé chancelier de son successeur Walter Reynolds. En 1308, Ross est également devenu archidiacre du Shropshire, et il reçoit pendant les années suivantes d'autres prébendes à Hereford, à Wells, à la cathédrale de Salisbury et à la collégiale de Wingham, située dans le Kent. En 1317, il quitte définitivement son poste d'archidiacre lorsque le pape Jean XXII l'invite en Avignon pour examiner les nombreux différends au sein de la cour pontificale.

### Évêque de Carlisle
Après la mort de l'évêque de Carlisle John de Halton (en) le 1er novembre 1324, le chapitre de la cathédrale de Carlisle élit William Airmyn comme nouvel évêque du diocèse de Carlisle le 7 janvier 1325. Cependant, le pape Jean XXII annule l'élection d'Airmyn et le remplace le 13 février par John Ross. Ayant l'avantage de se trouver alors à la cour papale, Ross est ordonné évêque dès le 24 février. Le 25 mars, le pape lui ordonne de se rendre dans son diocèse et, le 20 juin, le roi Édouard II remet au nouvel évêque les temporalités de son évêché. L'épiscopat de Ross demeure largement inconnu. Cependant, le 13 janvier 1327, alors que la déchéance d'Édouard II est prononcée par le Parlement, la décision est courageusement contestée par William Melton, archevêque d'York, Stephen Gravesend, évêque de Londres, Hamo Hethe, évêque de Rochester, et John Ross. Ross refuse d'assister au couronnement de son fils et successeur Édouard III le 1er février suivant.
Cette attitude explique pourquoi Ross, contrairement à d'autres ecclésiastiques, n'a jamais été chargé de défendre la frontière avec l'Écosse ou été membre de commissions royales. Les activités ultérieures de Ross sont assez méconnues, puisque le registre de ses documents n'est que partiellement conservé. On sait qu'il vit souvent à Londres, ou bien à Horncastle dans le Lincolnshire et à Melbourne dans le Derbyshire. L'évêque a ensuite une vive querelle avec les chanoines de la cathédrale de Carlisle sur la répartition des droits et des revenus du diocèse, au point qu'il les excommunie. Il agit de même avec le prieur John Kirkby. Dans les dernières années de sa vie, John Ross tombe gravement malade. Il meurt le 4 mai 1332 et n'est pas inhumé à Carlisle, mais probablement dans son comté natal du Herefordshire. Son rival John Kirkby est élu pour le remplacer.